# Minamishimabara
Minami-Shimabara (南島原市  Minami-Shimabara-shi?) (Español: Ciudad de Shimabara del sur) es una ciudad situada en la prefectura de Nagasaki, Japón. Ocupa el extremo sur de la Península Shimabara.
Desde el 1 de enero de 2009, la ciudad tiene un estimado de población de 51,476 habitantes y una densidad de población de 303 personas por km². La superficie total es de 169,89 km².
La moderna ciudad de Minamishimabara fue fundada el 31 de marzo de 2006, de la fusión de los municipios de Arie, Fukae, Futsu, Kazusa, Kita-Arima, Kuchinotsu, Minami-Arima y Nishi-Arie (todos parte del distrito de Minamitakaki). Por lo tanto, el distrito de Minamitakaki se disolvió como resultado de esta fusión.

## Historia
El área que comprende ahora Minamishimabara estaba bajo el control del clan de Arima, que gobernó desde el castillo de Hinoe en el periodo Muromachi. El área fue el sitio de un considerable comercio exterior y de actividad misionera portuguesa y española, ya a principios del período Edo, un gran porcentaje de la población era cristiana (Kirishitan). Después del inicio de la política de aislamiento nacional, el Tokugawa Bakufu prohibió el cristianismo desde 1614 y sustituyó a Arima Naozumi con Matsukura Shigemasa, quien trasladó la capital del dominio Shimabara al castillo de Shimabara en lo que es ahora Shimabara. Debido al mal gobierno, los altos impuestos y la persecución del cristianismo, la población inició la rebelión de Shimabara en 1637, con los campesinos que ocuparon la fortaleza del castillo de Hara como su punto fuerte. La rebelión fue reprimida con severidad extrema por el Tokugawa Bakufu, y el área de Minamishimabara fue gobernada por una rama del el clan Matsudaira a partir de 1668-1774 y 1774 a 1871.